# Radiszczewo (obwód uljanowski)
Radiszczewo (ros. Радищево) – osiedle typu miejskiego w Rosji, w obwodzie uljanowskim, ośrodek administracyjny rejonu radiszczewskiego. W 2010 liczyło 4598 mieszkańców.